# Ácido tranexâmico
O ácido tranexâmico é um medicamento utilizado para neutralizar o sistema de fibrinólise. Seu mecanismo de ação se dá pelo bloqueio da formação de plasmina mediante a inibição da atividade proteolítica dos ativadores de plasminogênios, que, em última análise, inibe a dissolução dos coágulos. Portanto é classificado como antifibrinolítico (inibidor da fibrinólise).

## Origem e produção
O ácido tranexâmico é uma substância sintética semelhante a lisina.

## Farmacologia

### Mecanismo de ação
O ácido tranexâmico possui forte atração pelo sítio de ligação da lisina no plasminogênio e na plasmina, inibindo por competição tanto a ativação, quanto a ação da plasmina. Sua ação, portanto, se faz na fase posterior à formação do coágulo ou, mais precisamente, alargando o tempo de dissolução da rede de fibrina. O ácido tranexâmico não ativa a cascata de coagulação. Sua ação preserva o coágulo, tornando o mecanismo hemostático mais eficiente, reduzindo a intensidade e os riscos de sangramento

### Farmacocinética

#### Absorção e biodisponibilidade
O ácido tranexâmico possui uma biodisponibilidade de 30 a 50% pela administração via oral. O volume de distribuição oscila entre 9 e 12 L; e o tempo de meia-vida ascende a 2h.

#### Metabolismo
O ácido tranexâmico é metabolizado de forma mínima no fígado. Como produtos metabólicos, se têm encontrados na urina o ácido carboxílico (1% da dose administrada) e a forma acetilada do ácido tranexâmico(0,1% da dose administrada).

#### Eliminação
A eliminação do ácido tranexâmico é por via renal e se efetua por 95% da dose administrada.

#### Interações
Quando se administra o ácido tranexâmico junto com o Fator IX pode ocasionar um risco elevado de trombose.

## Indicações
O ácido tranexâmico é indicado no controle e prevenção de hemorragias provocadas por hiperfibrinólise e ligadas a várias áreas como cirurgias cardíacas, ortopédicas, ginecológicas, urológicas, neurológicas, otorrinolaringológicas, em pacientes hemofílicos, hemorragias digestivas e das vias aéreas e angioedema hereditário.
Pode também ser utilizado na fórmula de gel após cirurgias orais onde previne que o coágulo seja removido.

## Contra-indicações
O ácido tranexâmico está contraindicado em casos de portadores de coagulação intravascular ativa, vasculopatia oclusiva aguda e em pacientes que possuem hipersensibilidade ao medicamento.

## Efeitos adversos
- Reações alérgicas
- Formação de trombose - O ácido tranexâmico pode provocar, especialmente em pacientes com propensão a trombose (trombofílicos), uma formação ou incremento de trombose. As tromboses podem causar embolias (embolia pulmonar, apoplexia)
- Fibrilação auricular
- Transtornos visuais